# If a Tree Falls: A Story of the Earth Liberation Front
If a Tree Falls: A Story of the Earth Liberation Front é um documentário americano dirigido por Marshall Curry. Como reconhecimento, foi nomeado ao Oscar 2012 na categoria de Melhor Documentário em Longa-metragem.